# Margaret Hallová (fotografka)
Margaret Hallová (nepřechýleně Margaret Hall; 1876, Massachusetts – 1963) byla americká dobrovolnice pracující pro americký Červený kříž během první světové války a dokumentární fotografka, která pořizovala snímky konfliktu.

## Životopis
Margaret Hallová pocházela z Newtonu ve státě Massachusetts. Pocházela z bohaté rodiny a později zdědila a vedla otcovu továrnu na zpracování vlny. V roce 1899 absolvovala Bryn Mawr College v oboru historie a politologie. Byla sufražistkou, která v roce 1913 pochodovala v průvodu za volební právo žen a také se v roce 1913 zúčastnila stávky za dámský oděv.
Ve 42 letech odplula do Francie jako dobrovolnice pro americký Červený kříž. Od září 1918 do července 1919 pracovala asi patnáct až dvacet mil za frontovou linií, v kantýně poblíž železničního uzlu v Châlons, kde podávala jídlo vojákům. Přestože byly fotografie a deníky ve válečné zóně zakázány, Hallová pořídila stovky fotografií, včetně slavné Batterie Pommern, a o svých zkušenostech rozsáhle psala. Spekuluje se, že používala malou fotografickou kameru Vest Pocket Kodak a větší fotoaparát se stativem.
Po válce pokračovala jako dobrovolnice v různých oblastech, včetně arménské genocidy, kterou přežila. 
V roce 2014 vydala společnost Massachusetts Historical Society její práci pod názvem Letters and Photographs from the Battle Country: The World War I Memoir of Margaret Hall.

## Galerie

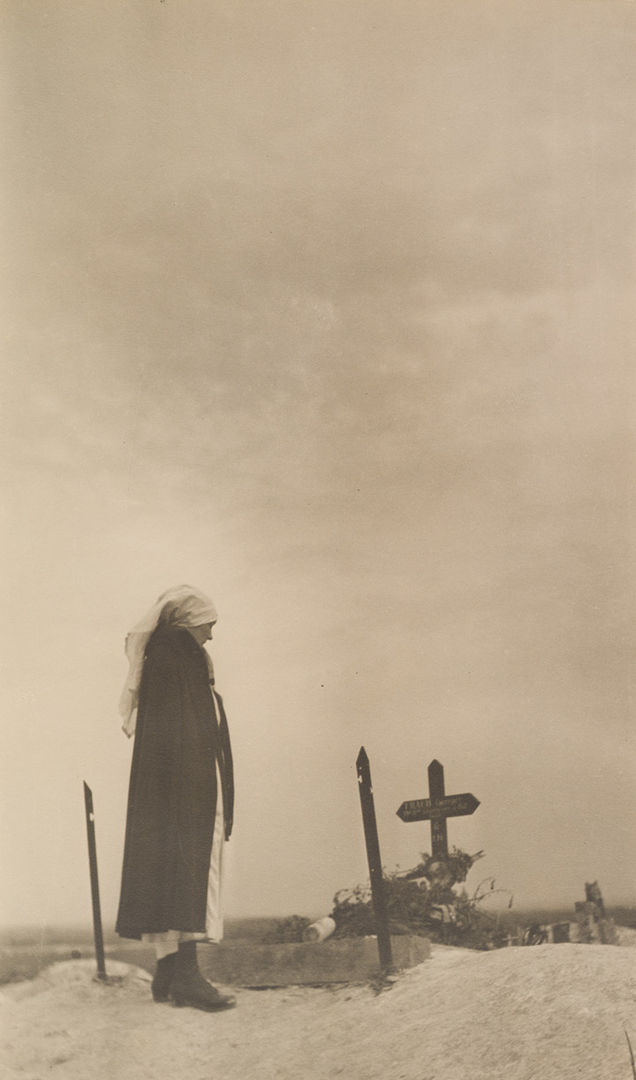
Hrob v „Zemi nikoho“, 1918–1919
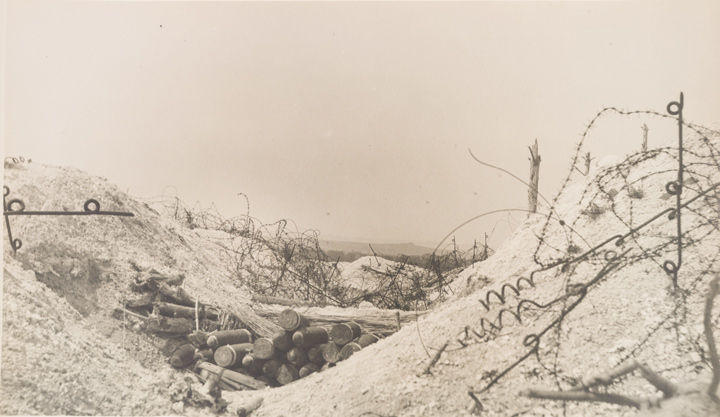
Německý ostnatý drát a příkop, Champagne, 1918–1919
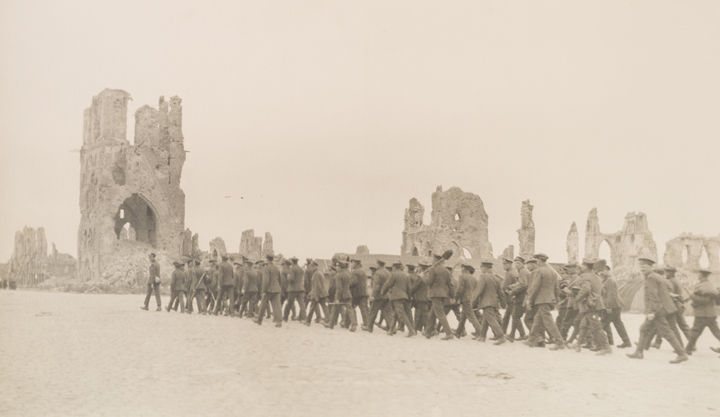
Katedrála, Ypry, Tommies, 1919